# Залізниця Момбаса — Найробі

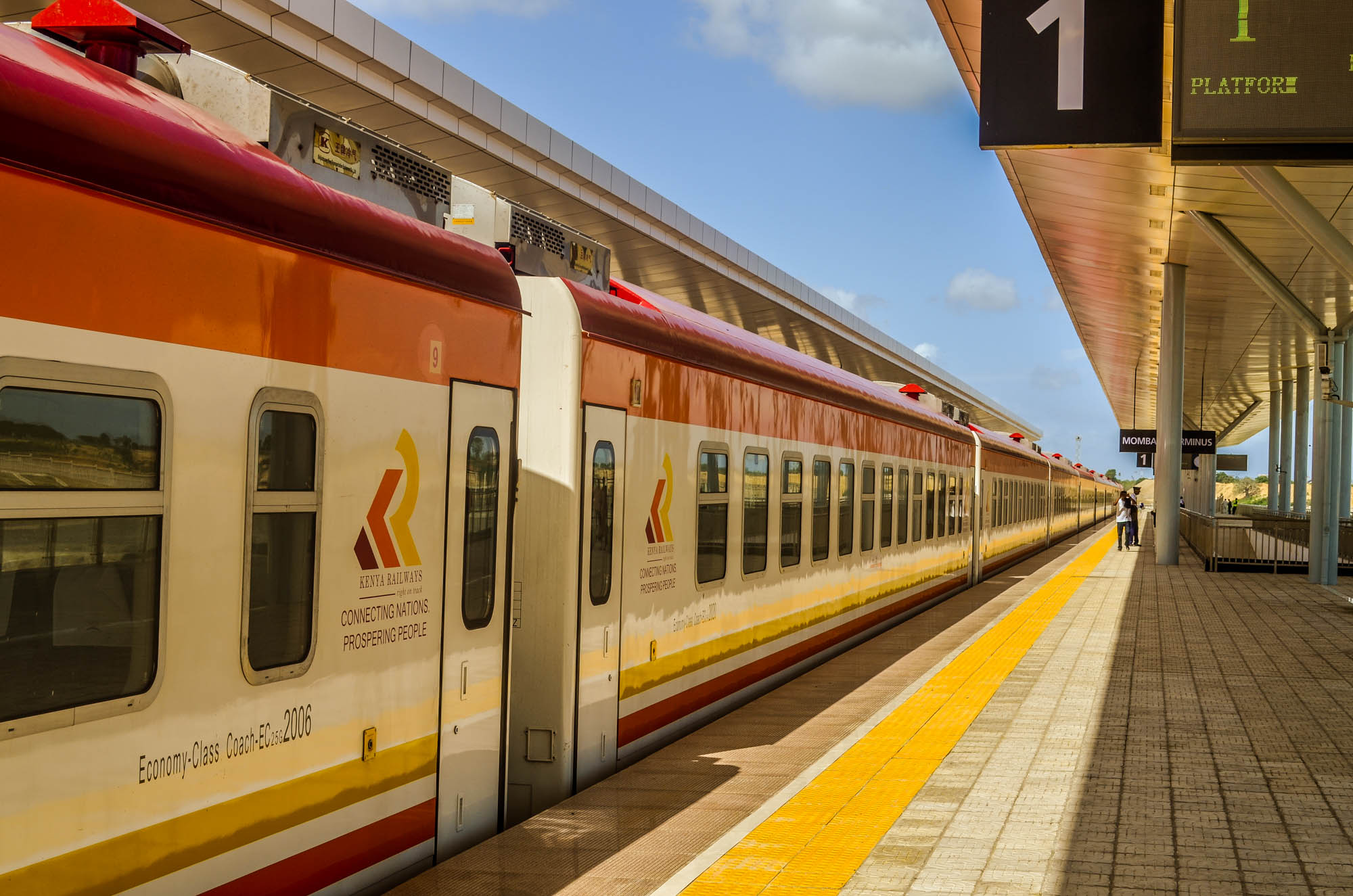
Потяг на станції в Момбасі

Залізниця Момбаса — Найробі — залізниця зі стандартною колією в Кенії, що сполучає місто-порт Момбаса зі столицею — Найробі. Новітня залізниця прямує трасою старовинної метрової залізниці, яка була побудована англійцями в ХІХ столітті. Згідно із залізничним Генпланом Східної Африки, залізниця Момбаса — Найробі буде сполучена з іншими залізницями стандартної колії, що будуються в Східній Африці. До 2021 року новітня залізниця має досягти кордону з Угандою.
Будівництво залізниці було завершено в грудні 2016 року, а пасажирський трафік було відкрито 31 травня 2017, на 18 місяців з випередженням графіка. Пасажирські перевезення почали комерційну експлуатацію на день Мадарак 2017 року, і тому пасажирський поїзд названо Мадарак-Експрес. Вантажний трафік розпочне комерційну експлуатацію в січні 2018 року. China Communications Construction Company управлятиме залізницею протягом перших п'яти років.
Головним підрядником з будівництва залізниці була China Road and Bridge Corporation. Кошторисна вартість проекту — $ 3,6 млрд доларів США, при цьому 90 % фінансування, представлено в кредит Ексімбанком Китаю і 10 % надійшло від кенійського уряду. 25000 кенійців були задіяні на будівництві залізниці. Проектна потужність залізниці становить 22 млн тонн на рік.

## Маршрут
Залізниця починається в Порт-Рейтіз, трохи на захід від острова Момбаса. Нова лінія прямує головним чином паралельно старій метрової колії, але деякі дистанції були вирівняно що дозволяє збільшити середню швидкість. Пасажирські поїзди курсують між вокзалом Момбаса в Міртіні і вокзалом Найробі в Сйокімау, біля міжнародного аеропорту Джомо Кеньятта. Транспортні послуги надаються між Порт-Рейтіз і контейнерним депо в Ембакасі Найробі.
Через рельєф, великі дистанції залізниці побудовані на естакадах та в розрізах.